# 馬利金納河

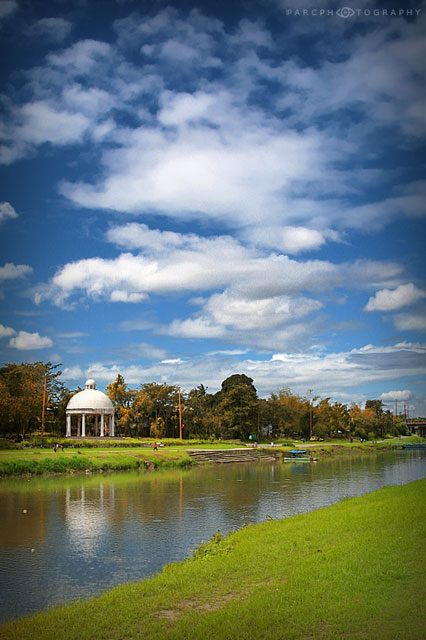
Marikina River Park

马利金纳河（他加禄语: Ilog ng Marikina，英文：Marikina River），或译马里基纳河、馬利吉娜河，是菲律宾马尼拉大都会区东部的一条河流，巴石河上游的一支分流，分佈於黎刹省罗德里格斯市的马德雷山脉。